# Reservatório de Guarapiranga
Reservatório de Guarapiranga är en reservoar i Brasilien.   Den ligger i delstaten São Paulo, i den sydöstra delen av landet, 900 km söder om huvudstaden Brasília. Reservatório de Guarapiranga ligger 738 meter över havet. Arean är 26,6 kvadratkilometer. Den sträcker sig 11,9 kilometer i nord-sydlig riktning, och 8,2 kilometer i öst-västlig riktning.
Runt Reservatório de Guarapiranga är det i huvudsak tätbebyggt. Runt Reservatório de Guarapiranga är det mycket tätbefolkat, med 3 895 invånare per kvadratkilometer.